# Märzenbecherwiesen im Polenztal
Koordinaten: 51° 0′ 55″ N, 14° 7′ 39″ O
Die Märzenbecherwiesen im Polenztal im Landkreis Sächsische Schweiz-Osterzgebirge sind für das massenhafte Auftreten der Frühlingsknotenblume (Leucojum vernum) bekannt, das als eines der größten Wildvorkommen dieser Art in Sachsen gilt. Sie wurden nach dieser auch als Märzenbecher bezeichneten vorsommergrünen Pflanze benannt. Als NSG Märzenbecherwiese bilden sie seit 1967 größtenteils ein Naturschutzgebiet. Dessen Zweck ist die Erhaltung und Pflege bachbegleitender Feuchtwiesen aus landeskundlichen, ästhetischen und floristischen Gründen.

## Geographie

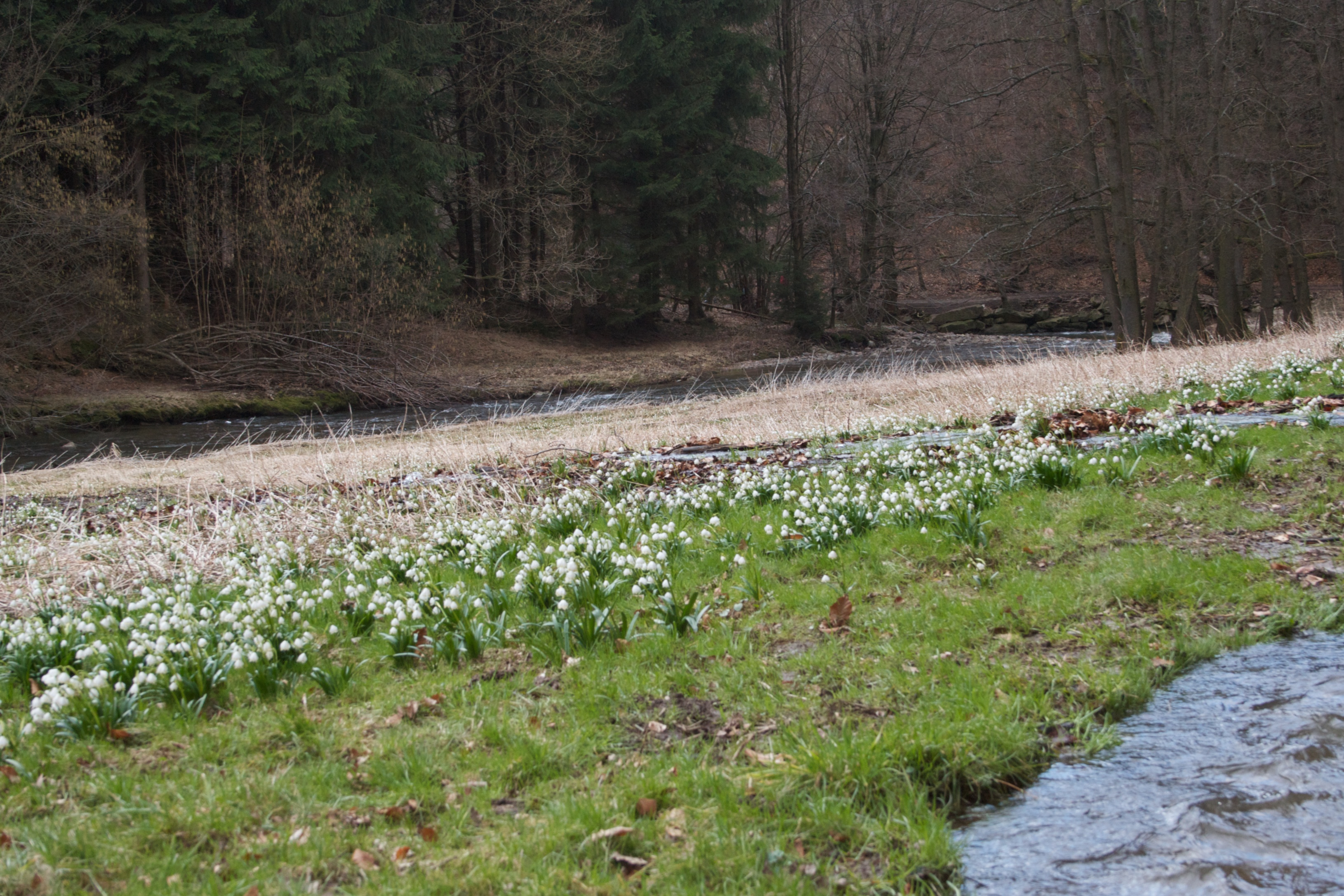
Märzenbecherwiese im Polenztal, 2011

Die Märzenbecherwiesen liegen auf beiden Seiten der Polenz, eines der beiden Quellflüsse des in die Elbe mündenden Lachsbachs. Da entlang der Polenz eine Stadtgrenze verläuft, gehört der orographisch linksseitige, etwas größere Teil des Naturschutzgebietes zur Gemarkung Cunnersdorf der Stadt Hohnstein und der andere am rechten Ufer zur Gemarkung Langenwolmsdorf, Stadt Stolpen. Nächster Ort in westlicher Richtung ist Heeselicht, talaufwärts benachbart ist Polenz, ein Ortsteil von Neustadt in Sachsen. Die Märzenbecherwiesen erstrecken sich über einen rund einen Kilometer langen Abschnitt der Sohle des Polenztals, eines Kerbsohlentals. Der geschützte Bereich der Talwiesen mit einer Fläche von 7,89 Hektar liegt auf einer Höhe von 268 bis 286 m ü. NN. Er besteht aus zwei Teilen, von denen der wesentlich größere unmittelbar unterhalb der Kreisstraße von Cunnersdorf nach Langenwolmsdorf (K 8725) beginnt, die das Tal bei der Bockmühle durchquert. Der andere Teil liegt rund 400 Meter oberhalb der Bockmühle, die sich als Startpunkt für die Durchwanderung des Naturschutzgebietes anbietet. Der Polenztalweg erschließt das Gebiet.
Das Naturschutzgebiet gehört zum 371 Hektar großen FFH-Gebiet 163 Polenztal, in dem es vorrangig dem Schutz des Lebensraumtyps der Flachland-Mähwiesen dient, sowie zum Landschaftsschutzgebiet d 77 Oberes Polenztal und Hohes Birkigt. Es liegt nördlich der Lausitzer Verwerfung und zählt deshalb aus naturräumlicher Sicht bereits zum Westlausitzer Hügel- und Bergland und nicht etwa zum Sächsisch-Böhmischen Kreidesandsteingebiet mit der Sächsischen Schweiz. Den Untergrund bildet somit kein Elbsandstein, sondern ein Zweiglimmer-Granodiorit unmittelbar am Kontakt mit dem Stolpener Leukogranit. Darüber lagern mächtige Fluss- und Auensedimente aus dem Quartär. Die oberste Schicht besteht dabei aus Gleyen und Vegen, die auf wechselnd sandigen Auelehm-Schluffen auftreten. Kennzeichnend ist ein sehr hoher Grundwasserspiegel. Die stark mäandrierende Polenz, die in ihrem natürlichen Lauf belassen wurde, überflutet die Wiesen von Zeit zu Zeit. Das teilweise an die Oberfläche gelangende Druckwasser von den Hängen ist ebenfalls wichtig für die Befeuchtung der Wiesen. An der Grenzlinie zwischen Hangwald und Wiese verlaufen vor mehreren Jahrhunderten künstlich angelegte Bewässerungsgräben, von denen aus das Wasser die flach zur Polenz geneigten Talwiesen durchsickert. Für das Mikroklima ist die nebelreiche Tallage von besonderer Bedeutung.

## Flora und Fauna

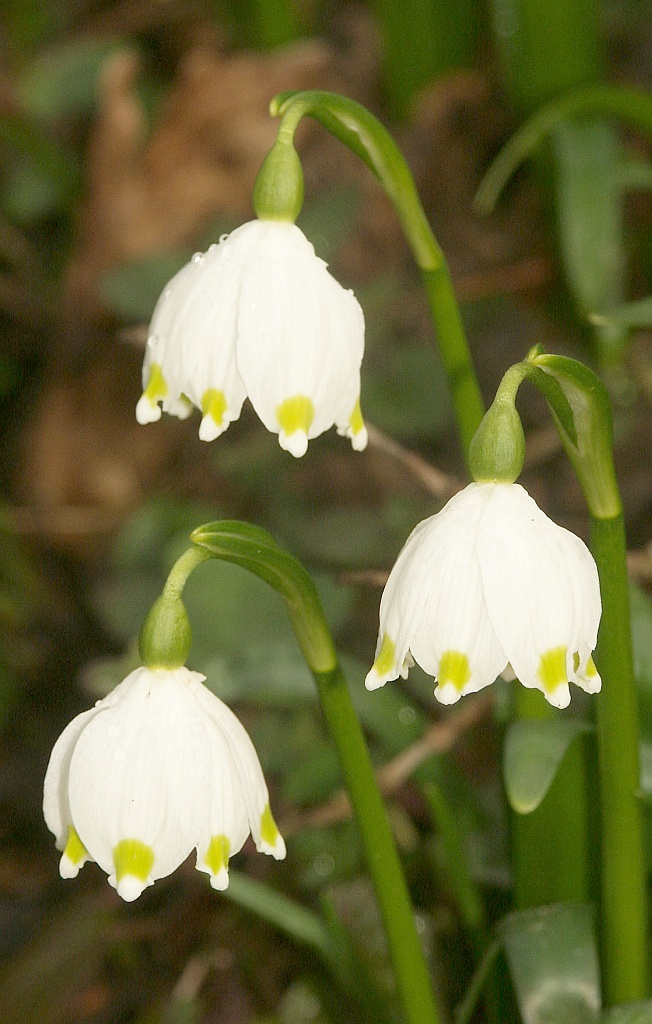
Leucojum vernum

Der namensgebende Märzenbecher, eine süd-mitteleuropäische Art der feuchten Laubwälder, tritt in dem Gebiet mit einem Massenvorkommen nahe seiner nördlichen Verbreitungsgrenze auf. Diese Pflanzen können mit einigen Abweichungen von Jahr zu Jahr zwischen Anfang März und Anfang April blühen. Auf den aus Erlen-Eschen-Auenwäldern hervorgegangenen Talwiesen des Naturschutzgebietes finden sich jedoch auch zahlreiche andere Arten. Bemerkenswert sind Kohldistel, Magerwiesen-Margerite, Schlangen-Knöterich, Wiesen-Glockenblume, Gewöhnlicher Rot-Schwingel, Sumpf-Schafgarbe und Kuckucks-Lichtnelke, auch Rohrglanzgras, Kriechender Hahnenfuß und Wiesen-Fuchsschwanz kommen häufig vor. Staudenfluren, Röhricht und Gewöhnliche Pestwurz begleiten das Ufer der Polenz, an manchen Stellen entwickelten sich Weiden-Gebüsche. In der Polenz selbst gibt es viele flutende Wasserpflanzen und artenreiche Moosgesellschaften.
In der fischreichen Polenz leben gefährdete Arten wie die Groppe. Auch der Fischotter wurde nachgewiesen. Vorkommende Vögel sind Wasseramsel, Eisvogel, Gebirgsstelze und Schwarzstorch. Außerdem gibt es Nachweise für acht Fledermausarten sowie 22 Tagfalterarten, unter ihnen der Trauermantel.

## Geschichte
Historische Aufzeichnungen belegen das Mähen der Wiesen im Polenztal als bäuerliche Bewirtschaftung zur Ernte von Heu bereits für die Zeit um 1500. Der regelmäßige späte erste Schnitt um den Johannistag (Ende Juni) begünstigte das 1821 erstmals erwähnte Märzenbechervorkommen, das sich um 1900 zu einer Touristenattraktion entwickelte. Der Landesverein Sächsischer Heimatschutz erwarb 1928 rund 2 Hektar Wiesen und 1 Hektar Wald unterhalb der Bockmühle und leitete erste Schutzmaßnahmen ein. Die Enteignung des Vereins am 31. Dezember 1948 führte zur Überführung der Wiesen in Volkseigentum. In der Zeit der DDR wurden die Wiesen 1961 als Naturschutzgebiet gesichert, am 11. September 1967 erfolgte die Festsetzung des zunächst 6,5 Hektar großen Gebietes. Die Vertiefung des Bachbettes der Polenz in den 1970er Jahren hatte eine Absenkung des Grundwasserspiegels zur Folge, wodurch sich die Durchfeuchtung der Talaue verschlechterte. Weitere Schäden entstanden in dieser Zeit durch den Einsatz zu schwerer Mähtechnik. Der Landesverein kaufte von 1990 bis 1993 knapp 12 Hektar Wiesen und pachtete weitere 5,5 Hektar. Am 29. März 2014 veranstaltete die Stadt Hohnstein an der Bockmühle das 1. Märzenbecher-Wiesenfest.

## Aktueller Zustand

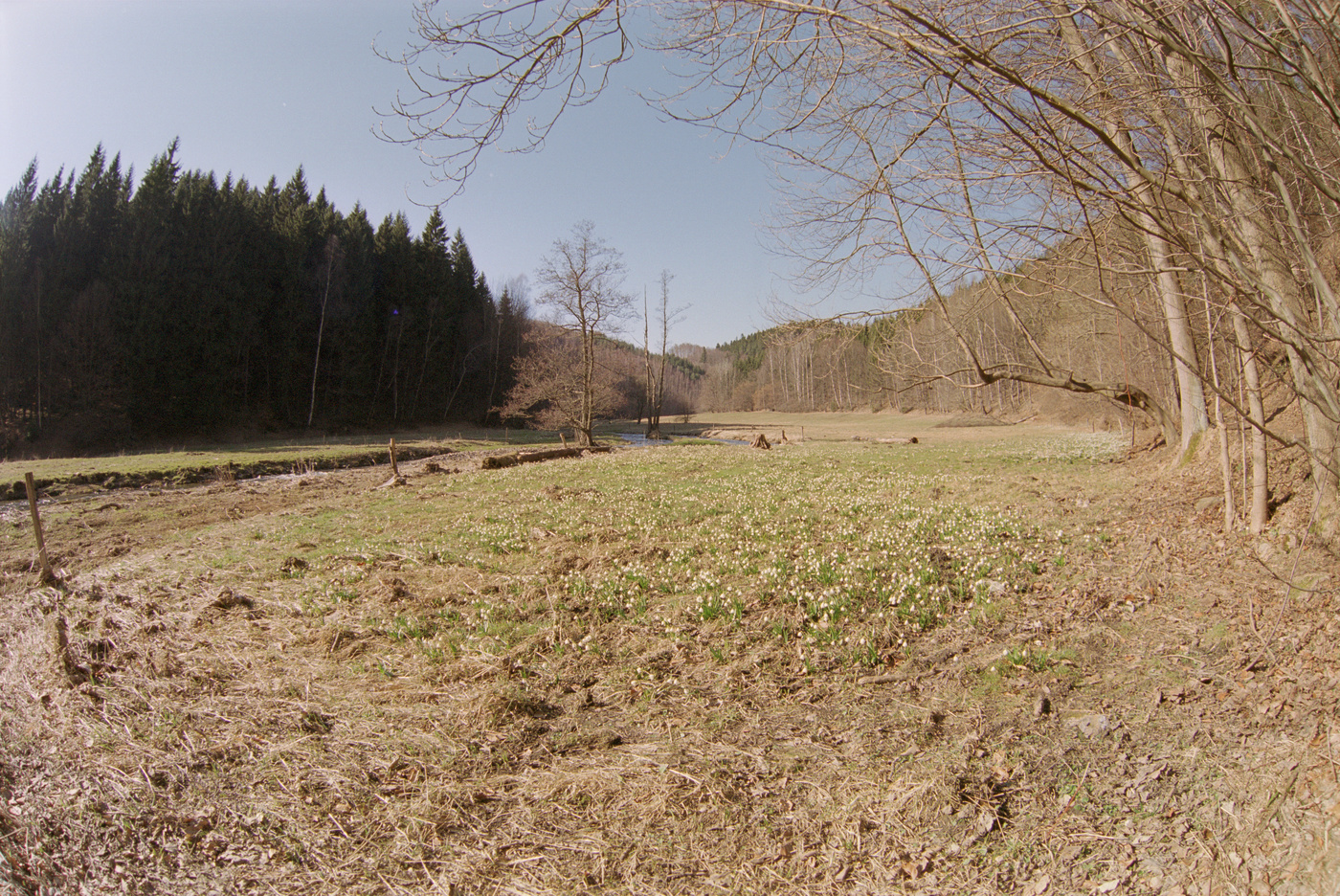
Märzenbecherwiese im Polenztal, 2003

Der Zustand des Naturschutzgebietes wurde 2008 als „noch gut“ eingeschätzt. Die Wiesen werden seit mehreren Jahrhunderten regelmäßig gemäht. Die Fortführung dieser Praxis mit Abtransport des Schnittgutes ist eine Voraussetzung für die Erhaltung und Förderung der leicht zurückgehenden Märzenbecherbestände. Damit die Fruchtstände ausreifen können, darf die erste Mahd frühestens Ende Juni geschehen. Die zweite wichtige Voraussetzung ist die Durchfeuchtung und Nährstoffversorgung durch die Polenz, weshalb auch das System aus Bewässerungsgräben erhalten bleiben soll. Die Ausbreitung von Neophyten wird bekämpft. Um weitere Talwiesen zu schützen, soll das Naturschutzgebiet im Norden bis zur Gemarkungsgrenze Polenz und nach Süden bis zur Grenze des Nationalparks Sächsische Schweiz bei Zeschnig erweitert werden. Während der Blütezeit der Märzenbecher ist das Polenztal ein beliebtes Ausflugsziel in der Region Dresden.